# Maup Staudt
Maup Staudt (Hengelo, 14 maart 1914 – aldaar, 19 december 1994) was een Nederland verzetsstrijder in de Tweede Wereldoorlog. Hij werkte op het Gewestelijk Arbeidsbureau in Hengelo. In die functie hielp hij onder andere Joden onderduiken in Duitsland.

## Levensloop
Staudt werd geboren aan de Hegemansweg in Hengelo. Hij volgde de mulo in Oldenzaal en daarna de hbs in Almelo. Vervolgens kwam hij in de kolenhandel terecht en later via de werkverschaffing bij ontginningswerk in Vriezenveen. Vanaf 1941 kwam hij in loondienst bij het Gewestelijk Arbeidsbureau in Hengelo.
Een belangrijke taak van het Arbeidsbureau werd na verloop van tijd het oproepen van voldoende arbeidskrachten voor de arbeitseinsatz in Duitsland. Samen met collega's probeerde Staudt het systeem zoveel als mogelijk te saboteren. Dat deden zij bijvoorbeeld door Nederlanders die al werkten in Duitsland terug te laten roepen van verlof.
Ook hielp Staudt een aantal Joden onderduiken in de arbeitseinsatz in Duitsland. Dit lag niet voor de hand, dus volgens Staudt zouden de Duitsers daar nooit gaan zoeken. Een van de personen die Staudt op deze manier liet onderduiken was Hugo van Win, die de oorlog overleefde. Het liep niet voor iedereen zo goed af. Zo kon in het geval een medische controle ontdekt worden dat iemand Joods was. Vijf Joodse Palestinapioniers die in Bielefeld werkten werden waarschijnlijk gearresteerd toen bleek dat beschikten over gestolen persoonsbewijzen.
In juni 1943 werd Staudt via zijn collega Van der Schaaf ingeschakeld bij een actie om het Arbeidsbureau in Hengelo in brand te steken. Kort daarna zouden namelijk grote groepen mannen worden opgeroepen voor tewerkstelling in Duitsland en het verzet wilde dat voorkomen door alle gegevens te vernietigen. Staudt verschafte een plattegrond van het gebouw en zorgde dat alle gegevens die vernietigd moesten worden in een kamer lagen. Op 14 juni 1943 werd het Arbeidsbureau overvallen en in brand gezet. Het grootste deel van de administratie was vernietigd. De Duitsers zetten een dag later de hele stad af en alle mannen geboren tussen 1917 en 1924 moesten zich melden. Tegen de medewerkers van het Gewestelijk Arbeidsbureau werden geen acties ondernomen.
Staudt zelf dook op 20 september 1944 onder in Reutum bij het gezin-Luttikhuis. Zijn vrouw en twee kinderen voegden zich later bij hem. Na de oorlog werkte Staudt tot aan zijn pensioen bij Stork.